# Erzbistum Rimouski
Das Erzbistum Rimouski (lateinisch Archidioecesis Sancti Germani) ist eine in Kanada gelegene römisch-katholische Erzdiözese mit Sitz in Rimouski.

## Geschichte
Das Bistum Rimouski wurde am 15. Januar 1867 durch Papst Pius IX. aus Gebietsabtretungen des Erzbistums Québec errichtet und diesem als Suffraganbistum unterstellt. Am 29. Mai 1882 gab das Bistum Rimouski Teile seines Territoriums zur Gründung der Apostolischen Präfektur Sankt-Lorenz-Golf ab. Eine weitere Gebietsabtretung erfolgte am 5. Mai 1922 zur Gründung des Bistums Gaspé.
Am 9. Februar 1946 wurde das Bistum Rimouski durch Papst Pius XII. zum Erzbistum erhoben.

## Ordinarien

### Bischöfe von Rimouski
- 1867–1891 Jean Laforce-Langevin
- 1891–1919 André-Albert Blais
- 1919–1926 Joseph-Romuald Léonard
- 1928–1946 Georges-Alexandre Courchesne

### Erzbischöfe von Rimouski
- 1946–1950 Georges-Alexandre Courchesne
- 1951–1967 Charles Eugène Parent
- 1967–1973 Louis Lévesque
- 1973–1992 Gilles Ouellet PME
- 1992–2008 Bertrand Blanchet
- 2008–2015 Pierre-André Fournier
- 2015–0000 Denis Grondin